# Stara Rezidenca, Salzburg
Salzburška Rezidenca ali Stara Rezidenca (Alte Residenz) je palača na trgu Domplatz in Residenzplatz v zgodovinskem središču (Altstadt) Salzburga, Avstrija. Prvič omenjena okoli leta 1120, so jo salzburški knezonadškofi stoletja uporabljali kot rezidenco in palačo za predstavitev svojega političnega statusa. Danes je v palači muzej in je ena najimpresivnejših znamenitosti mesta.

## Zgodovina
Najzgodnejša omemba škofove palače je bila v dokumentu iz leta 1120. Gradnja se je začela pod nadškofom Konradom I., ko je svojo rezidenco preselil iz samostana svetega Petra na njeno sedanje mesto blizu salzburške stolnice.
V 16. stoletju je bilo v izvedenih več sprememb in dopolnitev strukture. Škofijska palača je dobila svoj današnji renesančni videz pod okriljem nadškofa Wolfa Dietricha Raitenaua med letoma 1587 in 1612, verjetno po načrtih, ki jih je zasnoval italijanski arhitekt Vincenzo Scamozzi. V začetku 17. stoletja se je začelo delo na južnem krilu, z dodatkom velikega stopnišča in Carabinieri-Saal, odseka, ki je povezal palačo s frančiškansko cerkvijo in veliko dvorišče .
Nasledniki Wolfa Dietricha so palačo še naprej širili in izpopolnjevali do konca 18. stoletja. Pročelje na trgu Residenzplatz in notranjost sta bila spremenjena z baročnimi elementi, ki jih je oblikoval Johann Lukas von Hildebrandt in slikami Johanna Michaela Rottmayerja. Skozi stoletja do vladanja zadnjega knezonadškofa Hieronima von Colloreda (1772-1803) je palača služila kot arhiepiskopska rezidenca, pa tudi kraj javnih shodov in državnih zadev, ki so se odvijale v okolju, ki je odsevalo moč in veličino.
Po sekularizaciji Salzburga leta 1803 je stavba Rezidence služila kot prebivališče avstrijske cesarske rodbine, kot vdove cesarja Franca I., Karolino Augusto Bavarsko in vejo Habsburg-Toskana. Po prvi svetovni vojni je Residenzmuseum predlagal načrt za postavitev umetniške galerije. Načrtovanje Residenzgalerie je leta 1922 dokončal uradni kustos Salzburga Eduard Hütte. Leta 1923 je bila odprta Residenzgalerie, namenjena nadomestitvi umetniške zbirke knezonadškofov, ki je bila izgubljena med napoleonskimi vojnami v začetku 19. stoletja. Namenjena je bila tudi podpori načrtovane umetniške akademije in promociji turizma. Danes Residenzgalerie predstavlja pomembne slike iz 16. do 18. stoletja, pa tudi avstrijske slike iz 19. stoletja.

## Wallistrakt
Krilo Salzburške Rezidence, imenovano Wallistrakt, je del njegovega obsežnega kompleksa. Gre za kompozicijo različnih arhitekturnih komponent, zgrajenih med različnimi gradbenimi fazami. Stanovanje v Wallistraktu ni bilo obravnavano kot del knezonadškofovega prebivališča v literaturi zaradi več rekonstrukcij in sprememb lastnikov.
Tako imenovana Hofbogengebäude, ki je bila zgrajena med prvo gradbeno fazo, ki se je začela leta 1604, je bila prvotno stanovanje nadškofa Wolfa Dietricha Raitenaua. Postavljena je bila v srednjeveškem Frohnhofu, sprednjem delu stolnice, kjer je bilo dovolj prostora za hitro zgraditev nove bivalne enote za knezonadškofa, ne da bi motili postopke gradnje Rezidence ali da bi morali uporabiti civilne hiše. Po dokončanju Hofbogengebäude leta 1606 je bila srednjeveška rezidenca odprta za nadaljnjo obnovo in posodobitev.
Na severu je bila Hofbogengebäude povezana neposredno z dvorano, imenovano Carabinieri-Saalali sala grande. Od tam se je stanovanje v drugem nadstropju razširilo proti jugu, do mesta, kjer so bile na jugu stavbe zasebne sobe knezonadškofa. Bogato s štukom okrašeno stopnišče je vodilo od tod do vrtne dvorane, ki se je odpirala proti vrtu z imenom Hofgärtl na zahodu. Ta giardino segreto je bil obdan z visokim vrtnim zidom. Dodelitev dvorani kot sala terrena, ki danes ni več čitljiva.
V literaturi se večkrat vzpostavi povezava med Hofbogengebäude in beneškim arhitektom Vincenzom Scamozzijem. Scamozzi je med letoma 1603 / 1604 bival v Salzburgu in pripravil projekt za Wolfa Dietricha Raitenaua, ki naj bi obsegal novo stolnico ter obnovo in razširitev škofove rezidence. Ne glede na to bi bilo pet prehodov, načrtovanih za Hofbogengebäude, nemogoče umestiti v kontekst s Scarmozzijevim osnutkom stolnice. Vendar pa je bilo treba med fazo gradnje med letoma 1604 in 1606 spremeniti načrt (ali načrtovalca), kot je razvidno pri spremembi prvotne skice fasade.
Že v času mandata Marka Sitticha Hohenemsa (1612-1619) je moral naslednik Wolfa Dietricha sprejeti spremembo Hofgärtl in sala terrena. Takrat so znotraj vrtnih zidov postavili tristranski križni hodnik z nadstropjem, v njem je bila obzidana sala terrena.
Sala terrena je bila vrtna soba, ki je bila na obeh straneh omejena z odprtimi arkadami na križišču obeh dvorišč in vrtov. V tej sobi, ki je bila odprta ob strani, je bil prvotno vodnjak. Ob zahodni strani je bila umetna jama in nekoč ptičja hiša v kateri je bil še en umetniški vodnjak. V letih 1983–1993 je bil zadnji beli strop Sala terrena odkrit in obnovljen v prvotni, bogato poslikani obliki.

## Galerija
- Carabinieri-Saal
- Audienz-Saal
- Ante Camera
- Ritter-Saal
- Konferenz-Saal